# Версии
«Версии» – информационная телепрограмма, выходившая в эфир на ОРТ с 3 апреля по 29 сентября 1995 года и на НТВ со 2 октября по 29 декабря 1995 года. Ведущим программы был Сергей Доренко, который ранее вёл информационную программу «Подробности» на российском канале. Выходила в эфир поздно ночью и имела хронометраж 30 минут.

## История
Сначала программа выходила на ОРТ с 3 апреля по 29 сентября 1995 года. «Версии» являлись негосударственными новостями ОРТ. На ОРТ программа перестала выходить 29 сентября 1995 года, в тот же день, когда ОРТ покинули программы «Пойми меня» и «Иванов, Петров, Сидров». Руководство ОРТ объясняла причину закрытия низкими рейтингами программы, однако сам Сергей Доренко обвинил в закрытиях руководство ОРТ, а также непосредственно Бориса Березовского, а также указывал на сильное давление на него как ведущего. 2 октября 1995 года программа перешла на НТВ, где выходила по будням в 0:20 до 29 декабря 1995 года.

## Место съёмок
Москва в телецентре «Останкино» на тёмно-синем фоне вращаются горизонтальные полосы и поворачивается слово «Версии», после чего появляется большой логотип REN-TV. Студия выглядела так: тёмно-синий фон, справа от ведущего сетка с надписью «Версии».